# Marco Ambrogioni
Marco Ambrogioni (Foligno, 29 ottobre 1974) è un ex calciatore italiano, di ruolo difensore.

## Carriera
Iniziò la carriera nella Battipagliese nel 1994, ottenendo con i campani l'ottavo posto del girone C della Serie C2 1994-1995.
L'anno successivo passa al Perugia, militante in cadetteria, club con cui non giocherà alcun incontro poiché nel settembre del 1995 torna a militare nella Battipagliese. Con i campani giocò due stagioni in Serie C2, vincendo il girone C della Serie C2 1996-1997.
Nel 1997 passa al Prato, sodalizio di terza serie, con cui retrocede al termine della stagione 1997-1998.
Nel 1998 Ambrogioni approda in Serie B, tra le file della Fidelis Andria. Con i pugliesi retrocede in terza serie al termine della stagione 1998-1999. Con i pugliesi militerà anche l'anno seguente, ottenendo una permanenza di categoria al termine dei play-out.
Nella stagione 2000-2001 milita nel Montevarchi, nel girone B della Serie C2.
Nel 2001 passa al Martina, sodalizio con cui vince il girone C della Serie C2 2001-2002, ottenendo la promozione in serie superiore. La stagione seguente sfiora la promozione in cadetteria, perdendo con la sua squadra i play-off promozione contro il Pescara.
Nel 2003 passa al Cesena, in Serie C1; il campionato finisce con la promozione ai play-off dopo la vittoria per 2-1 contro il Lumezzane, ed è proprio Ambrogioni a segnare il gol del decisivo 2-1 nei tempi supplementari. La stagione seguente, in cadetteria, terminerà con il quindicesimo posto finale che vale la salvezza.
Nel 2005 passa al Genoa, appena retrocesso in terza serie a causa del cosiddetto Caso Genoa, ottenendo la promozione dalla serie C1 al termine dei Play-off promozione. in rossoblu rimarrà sino al settembre 2006, quando sarà ceduto in terza serie al Gallipoli.
Nel 2007 passa alla Salernitana, club con cui vince il girone B della Serie C1 2007-2008, ottenendo la promozione tra i cedetti. Con i campani giocherà sino al gennaio 2009, venendo ceduto nel mercato invernale all'Arezzo, in Lega Pro Prima Divisione 2008-2009.
Con i toscani raggiunse i play-off promozione, venendo eliminato dal Crotone.
La stagione seguente passa al Cannara, società dilettantistica, che lascerà nel febbraio 2010 per giocare nel Foligno, in terza serie, dove chiuderà la carriera agonistica.

## Palmarès

### Club

#### Competizioni nazionali
- Coppa Italia Serie C: 1

Cesena: 2003-2004
- Serie C2: 2

Battipagliese: 1996-1997
Martina: 2001-2002
- Serie C1: 1

Cesena: 2003-2004
Genoa : 2005-2006
Salernitana: 2007-2008